# Eurygyrus ochraceus
Eurygyrus ochraceus är en mångfotingart som beskrevs av Carl Ludwig Koch 1847. Eurygyrus ochraceus ingår i släktet Eurygyrus och familjen Schizopetalidae. Inga underarter finns listade i Catalogue of Life.